# جهاز مناعي سلوكي

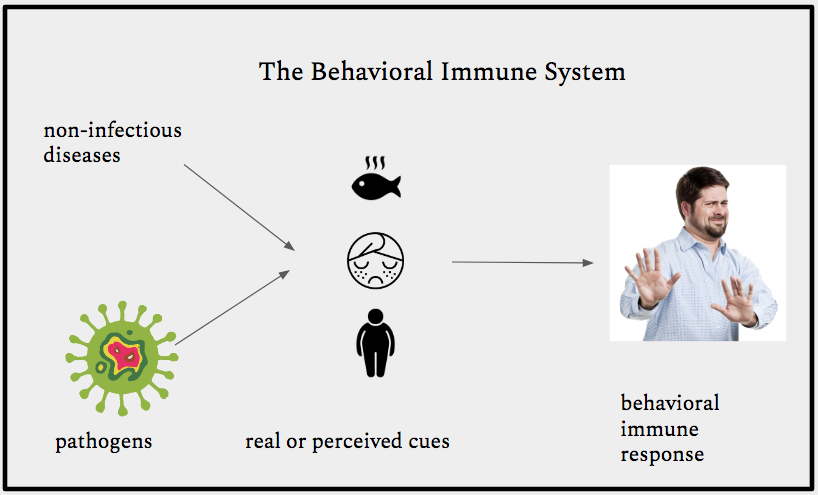
يبين الرسم في الصورة أن العوامل الممرضة والأمراض غير المعدية تولد إشارات متماثلة ترشد الشخص لاحتمال وجود عوامل ممرضة حقيقية أو متوقعة، وهذا بدوره ينشط جهاز المناعة السلوكي.

يشير مفهوم الجهاز المناعي السلوكي، الذي صاغه العالم النفسي مارك شالر، إلى الآليات النفسية التي تنبئ الكائنات الحية باحتمال وجود طفيليات أو عوامل ممرضة في محيطها المباشر، وتدفعها لسلوكيات تبعدها عن الأشياء أو الأفراد الحاملين لها.
وثق الباحثون امتلاك العديد من الأنواع الحيوانية جهاز مناعة سلوكي، ومن ضمنهم البشر. يعتقد أن الآليات التي يتكون منها الجهاز المناعي السلوكي تطورت كخط دفاع أولي ضد الكائنات الممرضة.
يعتبر تنشيط الاستجابة المناعية الفسيولوجية ضد العوامل الممرضة إحدى الآليات الفعالة لدى البشر والحيوانات، ولكنها مكلفة من الناحية الأيضية أيضًا؛ إذ تتفعل الاستجابات المناعية على حساب الأنشطة الأخرى الداعمة للصلاحية الحيوية. إضافةً لذلك، قد يضر الالتهاب التالي للعدوى الجسم (قد يلعب دورًا في تطور أمراض الشيخوخة مثلًا). إلى جانب سلوكيات التكيف الوقائية الثقافية، يعمل الجهاز المناعي السلوكي اعتمادًا على عدة آليات دفاعية لحماية الفرد من العوامل الممرضة قبل حدوث العدوى.

## آليات مباشرة
تتضمن الآليات السلوكية عمليات حسية تولد إشارات تدل على وجود عدوى طفيلية (كشم رائحة العفن أو رؤية البثور أو آفات الجدري الجلدية)، بالإضافة إلى أنظمة تنبيه واستجابة تسمح للإشارات الحسية بإطلاق سلسلة من النفور العاطفي والمعرفي والسلوكي (على سبيل المثال: الشعور بالاشمئزاز، والإدراك التلقائي لخطر المرض، والابتعاد عن الشيء أو الفرد المثير لذلك).

### المركبات الحسية
درست الأبحاث الأولى والمعاصرة آليات تفعيل الجهاز المناعي السلوكي، وركزت عمومًا على الإشارات البصرية أو المنبهات المولدة لردود فعل محددة. تشير الأعمال الحديثة إلى احتمال مشاركة آليات حسية أخرى في الآليات المستخدمة لاكتشاف الأمراض.

#### الشم
تشير الدراسات إلى وجود إشارات مرضية شمية تثير الاشمئزاز، وتنبئ بسلوكيات تدفع الفرد لتجنب العوامل الممرضة. بالنسبة للبشر، توصف روائح أجساد المرضى على أنها غير مفضلة وغير محببة، وتعتبر قوية وغير صحية وكريهة. يتأثر الاشمئزاز الناجم عن روائح الجسد أيضًا بمدى قرابة الشخص من مصدر الرائحة. تعتبر الروائح الصادرة من أفراد الأسرة أقل إثارة للاشمئزاز من روائح الجسم الصادرة من الغرباء. أظهرت الدراسات التجريبية أن الروائح الكريهة تدفع لممارسة سلوكيات وقائية واضحة، كاستخدام الواقي الذكري بشكل أكبر، إضافةً لسلوكيات وقائية أخرى غير مباشرة، كتشديد العقوبات على الانتهاكات الأخلاقية.
ربط عمل جديد بين حدة حاسة الشم والاشمئزاز واستجابة جهاز المناعة السلوكي. في معظم الأحيان، تكون الإشارات الشمية مبهمة ومفرطة التعميم، وبأخذ هذه الفكرة بعين الاعتبار، سنجد أن تحسين القدرة على اكتشاف الروائح سيسمح بتجنب العوامل الممرضة على نحو أفضل. وفقًا لبعض الأعمال الحديثة، قد ترتبط زيادة حدة حاسة الشم بزيادة الانخراط في السلوكيات الوقائية.

#### التذوق
تثير المنبهات الذوقية، خاصةً الأطعمة الفاسدة، الشعور بالاشمئزاز وتدفع الشخص لممارسة سلوكية وقائية. يميل الأشخاص الذين يتمتعون بحساسية عالية للعوامل المثيرة للاشمئزاز إلى النفور بشكل أكبر من الأطعمة الجديدة أو الغريبة.

#### الرؤية واللمس
ربطت الإشارات المرئية، التي توحي بخطر وجود عوامل ممرضة، بزيادة الحساسية اللمسية، وإقصاء الأفراد غريبي اللكنة، خاصةً لمن يملك حساسية عالية للعوامل المثيرة للاشمئزاز. تتنبأ درجة الإحساس بالقرف أيضًا بمقدار المساحة الشخصية التي يفضلها الشخص.

#### التعميم المفرط
استخدم مبدأ كاشف الدخان، التابع للأنظمة المتطورة التي تنظم الاستجابة الوقائية، لوصف ميل الجهاز المناعي السلوكي إلى التعميم المفرط. لا تكون الاستجابة المتطورة لخطر وجود عامل ممرض مثالية، فهي تعتمد على معايير عامة، وهذا بدوره قد ينشط الجهاز المناعي السلوكي في ظل غياب العوامل الممرضة. قد تكون التشوهات الجسدية والاضطرابات العقلية غير المعدية، كالمظهر المسن والإعاقات والسمنة والتشوهات، بمثابة إشارات تنبئ الشخص بوجود عوامل ممرضة معدية غير موجودة. مع ذلك، تعتبر تكلفة الإنذارات الكاذبة استجابةً لهذه الإشارات غير الضارة صغيرة نسبيًا مقارنةً بتكلفة عدم الانتباه لعامل ممرض حقيقي.
|                     | استجابة غائبة | استجابة فعالة |
| العامل المنبه موجود | تفويت الهدف   | إصابة الهدف   |
| العامل المنبه غائب  | رفض صحيح      | إنذار كاذب    |

الجدول مأخوذ من نظرية الكشف عن الإشارات. قد تنجم الإشارات التي تنشط جهاز المناعة السلوكي، كرائحة العفن الكريهة المثيرة للاشمئزاز، عن عامل منبه موجود (تهديد حقيقي) أو غائب (تهديد متوقع).

### ردود الفعل

#### الاشمئزاز
دُرس نظام الاشمئزاز من العوامل الممرضة بشكل منفصل عن الجهاز المناعي السلوكي، ولكن يبدو أنهما متماثلان وظيفيًا. قدم داروين لأول مرة الفكرة التي تدعي أن الجسم يولد مشاعر الاشمئزاز بهدف تجنب الطعام الملوث. وفي الوقت الحالي، تعتبر مشاعر الاشمئزاز إحدى الوظائف التكيفية التي نستخدمها للابتعاد عن العوامل الممرضة استجابةً لإشارات تنبئ بوجودها. ومع ذلك، يجب أن يعتمد الاشمئزاز التالي لهذه الإشارات على السياق، ليعمل كسلوك تكيفي. أجريت إحدى الدراسات على شعب الشوار، وهم سكان أصليون يعتمدون على التبادل المعيشي ويمارسون سلوكيات تتوافق مع ضغط مرتفع للعوامل الممرضة. قيست الحساسية للاشمئزاز لدى هذه المجموعة باستخدام استبيان خاص، واستخدمت للتنبؤ بالعدوى. وجدت الدراسة أن الحساسية الفردية للاشمئزاز مرتبطة سلبًا بالعدوى، ما ينبئ بالفرضية التي تدعي أن الاشمئزاز يعمل كآلية واقية من العوامل الممرضة ومدركة للعدوى وتكلفة الاستجابة وفوائد سلوكيات التجنب.

#### المرونة الوظيفية
يستخدم مصطلح المرونة الوظيفية لوصف قدرة الجهاز المناعي السلوكي على ضبط استجابته للعوامل الممرضة، اعتمادًا على التهديد المرتبط بالعدوى لدى الفرد وقابلية التعرض المرتبطة بها. يدرك جهاز المناعة السلوكي تكاليف تجنب العوامل الممرضة وفوائده، كالعديد من الأنظمة المتطورة للتعامل مع العوامل المهددة بالخطر.

#### ارتكاسي واستباقي
يمكن لجهاز المناعة السلوكي توليد نوعين من الاستجابات: الاستجابة الارتكاسية والاستجابة الاستباقية. تحدث الاستجابة الارتكاسية نتيجةً لإشارات تدل على وجود خطر عدوى مباشر. وبشكل عام، يستجيب الفرد لهذه الإشارات عبر تطبيقه سلوكيات وقائية أو اجتنابية. تتضمن هذه السلوكيات تحديد العلاقات الجنسية، والميل نحو استخدام الواقي الذكري، وتجنب الأشخاص الذين يبدون دلالات مرتبطة بالمرض.
تحدث الاستجابات الاستباقية نتيجةً لتهديد طويل الأمد ومستمر من العوامل الممرضة. يمكن رؤية التدبير الاستباقي للخطر الذي تشكله العوامل الممرضة المنتشرة، في سلوكيات النظافة التي تطبقها الأنواع المختلفة للتخفيف من خطر تكرار الإصابة بالعدوى البكتيرية أو الفيروسية. بالإضافة إلى ذلك، يمكن رؤية السلوكيات التي تتماشى مع الاستجابة الاستباقية في الأهمية التي يضعها الفرد على الجاذبية الجسدية للشريك المحتمل وتناظر ملامحه وخصائصه الجنسية الثانوية، باعتبارهم جميعًا مؤشرات للصحة؛ والأشخاص الأصحاء أقل عرضة للإصابة بالمرض.